# Камчатый, Иван Иванович
Иван Иванович Камчатый (также Камчатой) (ум. около 1661 года) — русский землепроходец, первооткрыватель полуострова Камчатка, получившего, по теории Б. П. Полевого, его имя (опосредованно, через название реки Камчатки). Неизвестно, дошёл ли сам Камчатый до Камчатки.
Первые сведения о нём относятся к 1649 году. Прозвище Ивана Камчатого, по одной из версий, было дано вследствие того, что он носил шёлковую рубашку. В те времена шёлковая материя с узором называлась «камчатой тканью» . В 1652 году в составе отряда Ивана Реброва был направлен на Колыму для прохождения там двухгодичной службы. Из-за погодных условий части отряда вместе с Камчатым пришлось остаться на зимовку в низовьях реки Алазеи, после чего в середине следующего года был достигнут Среднеколымский острог. Есть сведения, что Камчатый на протяжении нескольких лет занимался соболиным промыслом.
Летом 1657 года Камчатый принял участие в речном походе Фёдора Чукичева на верхний Омолон, правый приток Колымы. В 1658 году во главе небольшой группы Камчатый ходил через горы к Гижигинской и Пенжинской губам. Годом позже в поисках моржовой кости достиг берегов Карагинского залива, но моржовой кости на берегах залива землепроходец не обнаружил. В надежде найти «неясашных иноземцев» прошёл к югу. Скорее всего, именно в этом походе 1659 года Камчатый узнал о большой реке, текущей ещё южнее. Он сообщил о ней начальнику, и через год Чукичев, получив разрешение колымских властей, в сопровождении Камчатого отправился во главе небольшого отряда на поиски неизвестной реки.
В 1661 году до русских на Колыме дошло известие о гибели русской экспедиции первопроходца Ф. А. Чукичёва, в составе которой был Иван Камчатый. Отряд полностью уничтожили юкагиры-ходынцы на одном из правых притоков «большой реки», получившей впоследствии название Камчатка.